# Bellême
Bellême är en kommun i departementet Orne i regionen Normandie i nordvästra Frankrike. Kommunen ligger i kantonen Bellême som tillhör arrondissementet Mortagne-au-Perche. År 2022 hade Bellême 1 457 invånare.

## Befolkningsutveckling
Antalet invånare i kommunen Bellême
| Referens: INSEE |